# Крематорий (группа)
«Кремато́рий» — советская и российская рок-группа. Лидер и вокалист, а также автор почти всех песен — Армен Григорян.

## История
Группа образована в 1983 году в Москве.
«Крематорий» поначалу выступает на квартирах и быстро набирает популярность в рок-кругах столицы, а после выхода альбома «Иллюзорный мир» (1985) приходит известность на всесоюзном уровне. Группу начинают приглашать на концерты в другие города. В 1988 году записывается «Кома» — самый знаменитый альбом, который придал группе окончательный статус «хедлайнера» советской рок-сцены. Альбом был награждён дипломом 1 степени журнала «Аврора» на фестивале лучших магнитоальбомов 88-го года. Клип на песню «Мусорный ветер» (написана под впечатлением одноимённого рассказа Андрея Платонова), снятый в то время, показывают по центральному телевидению, после чего группа начинает активно ездить по стране с многочисленными концертами. Но внутри команды назревает кризис — из коллектива уходят несколько музыкантов. Однако Григоряну удаётся набрать новый, профессиональный состав, который практически без изменений действовал вплоть до конца 2000-х годов.
В период 1990—1991 годов на студии в Сокольниках записывается первый концептуальный альбом группы — «Зомби». В альбом вошли такие песни, как «Калигула», «Зомби», «Больной», «Яд», «Твари». «Крематорий» по-прежнему функционирует исправно, как и подобает хорошо налаженному механизму: без сбоев и нервных потрясений", — писала тогда «Комсомольская правда».
В 1993 году к десятилетию группы записывается самый успешный за всю историю «Крематория» альбом — «Двойной альбом». В 1994 году снимается фильм «Тацу» с участием Насти и «Крематория». Фильм получился слабым и не поступил в прокат, но его видеоматериалы легли в основу ряда видеоклипов группы. Тем временем «Крематорий» продолжает творческую жизнь: периодически выходят в свет новые альбомы, группа гастролирует по бывшему Союзу и по русскому зарубежью (концерты в Израиле, Германии и США). Группа пользуется вниманием критиков и остаётся любимой многочисленными фанатами. По вкладу в развитие рок-музыки в России «Крематорий» стоит в одном ряду с другими «доперестроечными» командами. Лирика Григоряна многогранна, в песнях пересекаются реальный и потусторонний миры. Особое внимание Армен уделяет теме жизни после смерти, различным религиям. Тексты песен, в 1980-е годы зачастую нарочито грубые, «бытовые», сегодня стали довольно элитарны. На музыку «Крематория» всегда оказывали влияние различные музыкальные течения от вальса до тяжёлого рока. В аранжировках на одном уровне с соло-гитарой уделяется внимание скрипке, что придаёт «Крематорию» особый колорит.
В 2006 году Григорян выходит на новый виток творчества и создаёт сольный проект «Третий Ангел» («3' Ангел») и выпускает альбом под названием «Китайский танк». Группа «Крематорий» во главе с Арменом при этом продолжает действовать параллельно, однако происходит полная смена состава и в 2008 году после шестилетнего перерыва выходит четырнадцатый по счёту номерной альбом «Амстердам». Заглавная песня занимает верхние места хит-парадов, а сам альбом награждается «Золотым Диском» от Всероссийской Ассоциации Производителей Фонограмм, за выдающиеся результаты продаж нетленных произведений.
К самым известным хитам группы относятся такие песни, как: «Мусорный ветер», «Безобразная Эльза», «Маленькая девочка», «Сексуальная кошка», «Крематорий», «Лепрозорий», «Таня», «Клубника со льдом», «Аутсайдер», «Хабибулин», «Кондратий», «Последний шанс», «Три источника», «2001 год», «Катманду», «Амстердам» и др.
17 мая 2013 г. состоялась презентация пятнадцатого альбома «Чемодан Президента», в котором были представлены новые песни группы. Заглавная песня альбома заняла первое место в Чартовой дюжине. "Такие песни как «Чемодан Президента», «Мэрилин» «Город Солнца» имеют все шансы стать хитами уровня «Безобразной Эльзы», «Катманду». Не идя на поводу у изменчивой моды, «Крематорий» остается одним из самых аутентичных рок-коллективов отечественной музыкальной сцены", — так охарактеризовали альбом критики.
В июне 2015 г. группа приняла участие в благотворительной акции «Дальше действовать будем мы!». Собранные во время музыкального телемарафона деньги были переданы на лечение отца Виктора Цоя от рака.
1 апреля 2016 г. в «Чартовой дюжине» «Нашего радио» состоялась премьера сингла «Жизнь», позже занявшего первое место хит-парада.
16-17 сентября того же года «Крематорий» представляет новый концептуальный альбом «Люди-невидимки», ставший шестнадцатым в дискографии коллектива, и в октябре отправляется в четвёртый мировой тур.
14 апреля 2019 г. в Москве состоялась презентация сингла группы «Крематорий» — «Гагарин Лайт».
16 июля 2020 года выходит сингл «Шпионы». Песня опубликована в виде клипа на официальном Youtube-канале группы, а также доступна на популярных цифровых площадках.
В 2019 году Армен Григорян, уже давно работавший над своими мемуарами, заканчивает написание первой авторизованной биографии группы «Крематорий». Книга, получившая название «Призраки Крематория. История группы от первого лица», издаётся крупнейшим российским non-fiction издательством «Бомбора» и получает тёплые отзывы критиков и читателей. В числе неоспоримых достоинств книги рецензенты, в частности, отметили, что книга читается «на одном дыхании... это не старческое «были когда-то и мы рысаками». Во-вторых, не менторское «учись, студент!». И даже не промежуточное подведение итогов», и что «Призраки Крематория» очень не похожи на музыкальную биографию, хотя все формальные призраки здесь соблюдены. Этапы становления группы, бесценная информация о записи альбомов, смены составов, квартирники, концерты – информация более чем исчерпывающая».
28 августа 2021 года электрический состав «Крематория» впервые в истории группы выходит на сцену в сопровождении симфонического оркестра (малого состава симфонического оркестра «Глобалис»). Аншлаговое шоу успешно проходит в «ГлавСlub» - на одной из крупнейших московских клубных площадок.
11 октября 2021 года группа подписала договор об издании нового альбома с лейблом Warner Music Russia. В ноябре того же года выходит семнадцатый альбом, получивший название «Охотник». Материал альбома отражает многочисленные влияния современных музыкальных тенденций на творческое мышление коллектива; это, пожалуй, первый в истории группы студийный цикл, в котором практически отсутствуют скрипичные партии и доминируют гитарные аранжировки в духе сатерн-рока. Критики отмечают, что «новый альбом «Крематория» отличается от предыдущих работ своим звуком», а материал диска радует своим разнообразием: «старого меломана... порадует влияние южного рока, редкое и довольно интересное для русской сцены (...), западное отношение к гитарным аранжировкам, западное отношение к гитарной работе». Альбом «Охотник» был признан одним из лучших рок-альбомов 2021 года порталом "Репродуктор" и одним из лучших альбомов 2021 года согласно открытому голосованию на портале Musecube.org.
Первым синглом с альбома «Охотник» стала песня «Бар «Под дулом револьвера», которая в конечном счёте стала и первой в треклисте альбома; 1 апреля 2022 г. она стартовала в «Чартовой дюжине» «Нашего радио». На сегодняшний день композиция провела в «топ-13» «Нашего радио» около трёх месяцев, трижды поднимаясь на первое место чарта.
В начале марта 2022 года новым скрипачом группы «Крематорий» официально становится Александр Лучков, ранее работавший с коллективом с 2011 по 2012 гг.; скрипач предыдущего состава Максим Гусельщиков был уволен из группы в конце апреля 2022 года в связи с неожиданным решением не возвращаться в Россию из турпоездки по США.
В мае 2022 года последний на сегодняшний день альбом «Крематория» «Охотник» переиздаётся на виниле. Концертная презентация издания состоялась 20 мая в московском клубе «16 тонн».
28 октября 2022 года сингл «Грибы-мухоморы» с альбома «Охотник», записанный при участии струнного квартета «Глобалис», дебютировал в чартах «Нашего радио».
26 ноября 2022 года на концерте в Череповце группа представила аудитории свой новый концертный альбом, получивший название «Симфоконцерт». Основой для пластинки послужила запись выступления коллектива совместно с симфоническим оркестром «Глобалис» на сцене московского концертного зала «ГлавClub» 4 декабря 2021 года.
В декабре 2022 года «Крематорий» представил слушателям свой новый видеоклип, снятый режиссёром Андреем Богатырёвым на композицию «Бар «Под дулом револьвера»». Средства на создание видео впервые в истории коллектива были собраны с помощью краудфаундинговой платформы Planeta.ru. Официальная презентация видеоработы состоялась на концертах 3 декабря в Санкт-Петербурге и 10 декабря в Москве.
По итогам 2022 года композиция группы «Бар «Под дулом револьвера»» заняла восьмое место в хит-параде «Нашего радио» «Чартова дюжина».
В июне 2023 года группа выпустила сборник своих лучших песен на разных языках "The Big One". По мнению критиков, "в новых необычных трактовках песни «Крематория» приобрели свежую окраску новых жанров вроде кантри и даже дарк-кабаре, однако не утратили узнаваемого звучания группы".
7 сентября 2023 года состоялся релиз нового, восемнадцатого, студийного альбома «Сладкий Элвис», полностью посвящённого романтической тематике. Осенью песни «Сладкий Элвис» и «Дракон» попали в Топ-5 «Нашего радио» и радиостанции «Комсомольская правда». Пластинка получила одобрительные отзывы критиков, назвавших её, в частности «светлым софт-рок шедевром», и отметивших «самобытную изысканность, вкус и лёгкость» звучания.
24 октября 2023 года группа выпустила сборник лучших и новых песен «КТ 40». По словам музыкантов, «это не очередная greatest hits - компиляция: все песни на диске сыграны вживую и в актуальных аранжировках современным, и, по мнению музыкальной критики, лучшим составом группы за её 40-летнюю историю». Также в альбом вошли три ремастированные песни с альбома «Охотник» и две совершенно новые, ранее не издававшиеся композиции.
10 января 2024 года «Крематорий» представил вниманию слушателей последний на данный момент сингл «Увезу тебя я в тундру», записанный специально для новогоднего выпуска программы «Квартирник у Маргулиса» телекомпании НТВ, и являющийся mash-up версией композиций «Увезу тебя я в тундру» Марка Фрадкина и Михаила Пляцковского, «Paranoid» группы «Black Sabbath», и «Master of puppets» группы «Metallica».

## Состав
Состав группы менялся неоднократно. Единственный постоянный музыкант — основатель и лидер группы Армен Григорян.

### Современный состав
- Армен Григорян — вокал, гитара, 12-струнная гитара, губная гармоника, автор песен (1983 — настоящее время)
- Владимир Куликов — гитара (2012 — настоящее время)
- Николай Коршунов — бас-гитара, акустическая бас-гитара, электроконтрабас, укулеле-бас, акустическая гитара, клавишные, продюсер, бэк-вокал (2008 — настоящее время)
- Александр Лучков — скрипка, клавишные, мандолина, губная гармоника, перкуссия, бэк-вокал (2011—2012, 2022 — настоящее время)
- Юрий Кондратов — скрипка, клавишные, 8-и струнная укулеле (2023 — настоящее время)
- Андрей Ермола — ударные (2009 — настоящее время)

### Музыканты прошлых составов
- Виктор Троегубов — вокал, гитара, бэк-вокал (1983—1987, 1991—1994)
- Дмитрий «Альтист Данилов» Плетнёв — альт (1984)
- Александр «Стив» Севастьянов — ударные, перкуссия (1984—1986)
- Сергей «Пушкин» Пушкарёв — бас-гитара, клавишные (1984—1988)
- Михаил Россовский — скрипка, флейта, фортепиано (1984—1993)
- Александр «Змей» Портнов — гитара (1985)
- Вадим Саралидзе — скрипка (1987—1988, 1992—1993, †2022)
- Евгений «Джон» Хомяков — гитара (1985—1988)
- Олег Лагутин — гитара (1987—1988)
- Алексей «Кондратий» Кондратьев — ударные, ритм-бокс (1987—1988)
- Андрей Сараев — ударные (1988—2008)
- Александр Куницын — бас-гитара (1988), саксофон, перкуссия (1988—1990)
- Дмитрий Куликов — гитара (1988—1990)
- Сергей Третьяков — бас-гитара, бэк-вокал (1988—2008)
- Виктор Осипов — гитара (1990—1991)
- Андрей Мурашов — гитара (1991—2001)
- Вячеслав Бухаров — скрипка, клавишные, перкуссия, бэк-вокал (1994—2007, умер 5 мая 2024 года)
- Дмитрий Терентьев — гитара (2001—2005)
- Владимир Бурхель — гитара (2005—2012), ударные (2008)
- Александр Гончаренко — гитара (2008)
- Максим Гусельщиков — скрипка, клавишные, перкуссия, бэк-вокал (2007—2011, 2012—2022, умер 30 октября 2024 года)
- Сергей Овсянников — звукорежиссёр (1987—†2018)

### Технический персонал
- Наталия Серая — директор группы
- Алексей Неволин — администратор
- Николай Коршунов - технический директор
- Иван Перелыгин — звукорежиссёр

### Сессионные и приглашённые музыканты
- Вадим Саралидзе — скрипка (участвовал в записи «Комы» и «Двойного альбома» и нескольких концертах) (1987—1988, 1992—1993; умер в 2022[36] )
- Виктор Пономарёв — бас-гитара (играл непродолжительное время в промежуточный период между Сергеем Третьяковым и Николаем Коршуновым, 2008).
- Дмитрий «Каспер» Ришко — скрипка (во время проекта «Путешествие в Амстердам», 2008)
- Екатерина «Кэт» Питерская — ударные (на некоторых концертах, обычно в Санкт-Петербурге)
- Михаил Ефименко — бас-гитара (7-23 ноября 2013 года подменял Николая Коршунова в туре «30 лет»)
- В записи песни «Мсье Серж» принимали участие Сергей «Паук» Троицкий, Сергей Воронов, Сергей Галанин, Сергей Крылов, Сергей «Чиж» Чиграков и Сергей Манукян.

## ВОДКА
С 1998 года существует Всемирное Общество Друзей Кремации и Армрестлинга (ВОДКА), официальным днём рождения которого считается 1 июня. На данный момент в постоянный комитет ВОДКА входят 6 человек (Армен Григорян и все музыканты нынешнего состава группы «Крематорий», а также звукорежиссёр группы). На официальном сайте группы существует виртуальная книга «Живых и Мёртвых», куда все желающие войти в общество могут внести своё имя (их общее количество в настоящее время периодически пополняется, в списке также есть и такие известные личности, как Анатолий «Джордж» Гуницкий, Маргарита Пушкина, Александр Житинский, Константин Кинчев, Андрей Бурлака и другие — друзья, коллеги и просто поклонники творчества группы). В Манифесте ВОДКА, в частности, говорится:
Наша книга будет настоящим кафедральным собором с трубой и крестами, строить который будут все, кто потерял себя. Будут и панихиды, и молитвы, и исповеди, и вздохи, и рыдания, и бесшабашность; будут окна-розетки и химеры, и служки, и гробокопатели… Мы построим вокруг нашего собора город с жилыми моргами, клиниками и зоологическими садами, музеями философии и подворотнями письмоведения. До сих пор мы копошились в темноте и двигались инстинктивно. Теперь у нас будет сосуд, в который мы вольём живительную влагу, бомба, которая взорвёт мир, когда мы её бросим. Спектакль состоится!

## Дискография

### Студийные альбомы
- 1983 — Винные мемуары
- 1984 — Крематорий II
- 1986 — Иллюзорный Мір
- 1988 — Кома
- 1989 — Клубника со льдом
- 1991 — Зомби
- 1994 — Танго на облаке
- 1995 — Текиловые сны
- 1996 — Микронезия
- 1996 — Гигантомания
- 1997 — Ботаника
- 2000 — Три источника
- 2002 — Мифология
- 2008 — Амстердам
- 2013 — Чемодан президента
- 2016 — Люди-невидимки
- 2021 — Охотник
- 2023 — Сладкий Элвис

### Раритетные альбомы и сборники
- 1999 — Неизданное
- 2001 — Реквием для всадника без головы
- 2003 — Рок’N’Roll
- 2023 — The Big One (сборник хитов группы, исполненных на шести языках)
- 2023 — КТ40 (юбилейный суперсборник из 23 суперхитов)

## Мнения
- «Крематорий» — это скорее не музыка, а образ жизни, зашедший слишком далеко. (Борис Гребенщиков)[39]
- Много-много лет я отношусь к творчеству «Крематория» с огромным интересом. (Анатолий Гуницкий)[40]
- «Крематорий», кажется, продолжает оставаться самой нетипичной из всех отечественных «ветеранских» рок-групп. Особо не видно ни его предтеч, ни последователей. Возможно, это в некоторой степени даже облегчает жизнь коллективу. Когда тебя ни с кем не сравнивают, нет нужды оглядываться по сторонам. (Михаил Марголис)
- …именно звук «Крематория» — группы, возникшей в середине 80-х, тогда же, когда и «Звуки Му» — он для меня является определяющим звуком, тембром 80-х годов в московской рок-музыке. (Александр Липницкий)[41]
- То, что отличает «Крематорий» от других представителей отечественного рока — достоверность историй, рассказанных в песнях, удивительно узнаваемые персонажи, умение показать действительность, в которой мы живём, потрясающе реально — родом оттуда, из московского андеграунда начала 80-х. Также уникальность «Крематория» ещё и в том, что он не эксплуатирует одну и ту же концертную программу. Каждое выступление неповторимо, полно импровизации и магической силы, которую можно ощутить, только находясь в зрительном зале. (Дед Звукарь — zvuki.ru)[42]
- …мне очень нравится песня «Маленькая девочка». Она часто совпадает с моими внутренними переживаниями, и Армен Григорян это знает. Хотя вообще это музыка, положенная на стихи. Их-то я часто читаю во время своих выступлений. А вообще с группой «Крематорий» я в достаточно тёплых отношениях. (Владимир Шахрин)[43]
- "Говорить об альбоме «Люди-невидимки» можно долго и завороженно рассматривать, как сквозь увеличительное стекло, — музыкальные, текстовые, реальные и ирреальные составляющие. Артисты не просто держатся на плаву, они, как говорится, находятся в самом расцвете сил, продолжая удивлять поклонников чем-то новеньким, не менее достойным, чем любимое «старенькое».(рецензия МК от 26.10.16. http://www.mk.ru/)